# Cooperativa Agrária Agroindustrial
A Cooperativa Agrária Agroindustrial é uma cooperativa-empresa do Paraná e fica localizada no distrito de Entre Rios, município de Guarapuava.

## Histórico
A Cooperativa Agrária Agroindustrial foi fundada no dia 5 de maio de 1951, por imigrantes alemães, tendo o ato de fundação ocorrido no antigo "Hotel Central", em Guarapuava. Teve como primeiro presidente o engenheiro agrônomo Michael Moor.
Desde sua criação, a história da Cooperativa esteve muito atrelada a dos suábios . A cooperativa foi criada de forma a viabilizar o estabelecimento de uma comunidade nos moldes da "Velha Pátria", para os suábios do danúbio  que estavam refugiados na Áustria desde o final da Segunda Guerra Mundial.
A cooperativa especializou-se em grãos, principalmente em soja, milho, cevada e trigo, sendo referência em culturas de inverno no Brasil.
A cooperativa criou o Museu Histórico de Entre Rios com o objetivo de conservar a memória da colonização dos suábios na região.